# 邦峰
46°14′30″N 10°42′47″E / 46.2416°N 10.71313°E
邦峰（義大利語：Cima di Bon），是意大利的山峰，位於該國北部，由倫巴第大區負責管轄，屬於阿達梅洛-普雷薩內拉阿爾卑斯山脈的一部分，海拔高度2,901米，每年平均降雨量1,357毫米。